# Nederlands landskampioenschap 1916-1917
Il campionato era formato da trentacinque squadre e il Go Ahead Eagles vinse il titolo.

## Est
|   | Club               | G  | V  | N | P  | GF | GS | Punti | DR  |                               |
| - | ------------------ | -- | -- | - | -- | -- | -- | ----- | --- | ----------------------------- |
| 1 | Go Ahead           | 16 | 10 | 3 | 3  | 37 | 8  | 23    | +29 | Qualificata al gruppo finale. |
| 2 | SC Enschede        | 16 | 8  | 4 | 4  | 19 | 16 | 20    | +3  |                               |
| 3 | Quick Nijmegen     | 16 | 9  | 1 | 6  | 23 | 13 | 19    | +10 |                               |
| 4 | GVC Wageningen     | 16 | 6  | 5 | 5  | 29 | 25 | 17    | +4  |                               |
| 5 | HVV Tubantia       | 16 | 6  | 4 | 6  | 22 | 31 | 16    | -9  |                               |
| 6 | Be Quick Zutphen   | 16 | 4  | 6 | 6  | 26 | 27 | 14    | -1  |                               |
| 7 | Vitesse            | 16 | 5  | 4 | 7  | 30 | 35 | 14    | -5  |                               |
| 8 | Robur et Velocitas | 16 | 3  | 6 | 7  | 16 | 22 | 12    | -6  |                               |
| 9 | Koninklijke UD     | 16 | 3  | 3 | 10 | 19 | 44 | 9     | -25 |                               |

G = Partite giocate; V = Vittorie; N = Nulle/Pareggi; P = Perse; GF = Goal fatti; GS = Goal subiti; DR = Differenza reti, PT = Punti

## Nord
|   | Club            | G  | V | N | P | GF | GS | Punti | DR  |                               |
| - | --------------- | -- | - | - | - | -- | -- | ----- | --- | ----------------------------- |
| 1 | Be Quick 1887   | 12 | 9 | 2 | 1 | 68 | 21 | 20    | +47 | Qualificata al gruppo finale. |
| 2 | Velocitas 1897  | 12 | 6 | 3 | 3 | 50 | 29 | 15    | +21 |                               |
| 3 | LAC Frisia 1883 | 12 | 6 | 1 | 5 | 36 | 29 | 13    | +7  |                               |
| 4 | WVV Winschoten  | 12 | 5 | 2 | 5 | 21 | 36 | 12    | -15 |                               |
| 5 | GSAVV Forward   | 12 | 3 | 3 | 6 | 21 | 28 | 9     | -7  |                               |
| 6 | Achilles 1894   | 12 | 3 | 3 | 6 | 33 | 56 | 9     | -23 |                               |
| 7 | Veendam         | 12 | 2 | 2 | 8 | 18 | 48 | 6     | -30 |                               |

G = Partite giocate; V = Vittorie; N = Nulle/Pareggi; P = Perse; GF = Goal fatti; GS = Goal subiti; DR = Differenza reti, PT = Punti

## Sud
|   | Club                 | G  | V  | N | P  | GF | GS | Punti | DR  |                               |
| - | -------------------- | -- | -- | - | -- | -- | -- | ----- | --- | ----------------------------- |
| 1 | Willem II            | 14 | 13 | 1 | 0  | 53 | 5  | 27    | +48 | Qualificata al gruppo finale. |
| 2 | NAC                  | 14 | 11 | 0 | 3  | 37 | 22 | 22    | +15 |                               |
| 3 | Zeelandia Middelburg | 14 | 6  | 2 | 6  | 39 | 30 | 14    | +9  |                               |
| 4 | CVV Velocitas        | 14 | 5  | 3 | 6  | 26 | 26 | 13    | 0   |                               |
| 5 | MSV Maastricht       | 14 | 5  | 2 | 7  | 21 | 19 | 12    | +2  |                               |
| 6 | MVV Maastricht       | 14 | 5  | 1 | 8  | 25 | 30 | 11    | -5  |                               |
| 7 | RKVV Wilhelmina      | 14 | 5  | 0 | 9  | 20 | 42 | 10    | -22 |                               |
| 8 | VVV-Venlo            | 14 | 0  | 3 | 11 | 13 | 60 | 3     | -47 |                               |

G = Partite giocate; V = Vittorie; N = Nulle/Pareggi; P = Perse; GF = Goal fatti; GS = Goal subiti; DR = Differenza reti, PT = Punti

## Ovest
|    | Club                | G  | V  | N | P  | GF | GS | Punti | DR  |                               |
| -- | ------------------- | -- | -- | - | -- | -- | -- | ----- | --- | ----------------------------- |
| 1  | UVV Utrecht         | 20 | 11 | 7 | 2  | 51 | 18 | 29    | +33 | Qualificata al gruppo finale. |
| 2  | Sparta Rotterdam    | 20 | 12 | 4 | 4  | 42 | 40 | 28    | +2  |                               |
| 3  | HVV Den Haag        | 20 | 10 | 4 | 6  | 44 | 23 | 24    | +21 |                               |
| 4  | Blauw-Wit Amsterdam | 20 | 9  | 5 | 6  | 34 | 27 | 23    | +7  |                               |
| 5  | VOC                 | 20 | 7  | 5 | 8  | 35 | 35 | 19    | 0   |                               |
| 6  | HFC Haarlem         | 20 | 9  | 1 | 10 | 35 | 47 | 19    | -12 |                               |
| 7  | DFC                 | 20 | 8  | 2 | 10 | 44 | 47 | 18    | -3  |                               |
| 8  | HBS Craeyenhout     | 20 | 7  | 4 | 9  | 32 | 41 | 18    | -9  |                               |
| 9  | HC & CV Quick       | 20 | 6  | 5 | 9  | 29 | 39 | 17    | -10 |                               |
| 10 | Koninklijke HFC     | 20 | 5  | 4 | 11 | 29 | 35 | 14    | -6  |                               |
| 11 | USV Hercules        | 20 | 4  | 3 | 13 | 20 | 43 | 11    | -23 |                               |

G = Partite giocate; V = Vittorie; N = Nulle/Pareggi; P = Perse; GF = Goal fatti; GS = Goal subiti; DR = Differenza reti, PT = Punti

## Gruppo per il titolo
|   | Club            | G | V | N | P | GF | GS | Punti | DR  |
| - | --------------- | - | - | - | - | -- | -- | ----- | --- |
| 1 | Go Ahead Eagles | 6 | 5 | 1 | 0 | 15 | 7  | 11    | +8  |
| 2 | UVV Utrecht     | 6 | 3 | 1 | 2 | 12 | 5  | 7     | +7  |
| 3 | Willem II       | 6 | 2 | 1 | 3 | 11 | 12 | 5     | -1  |
| 4 | Be Quick 1887   | 6 | 0 | 1 | 5 | 8  | 22 | 1     | -14 |

G = Partite giocate; V = Vittorie; N = Nulle/Pareggi; P = Perse; GF = Goal fatti; GS = Goal subiti; DR = Differenza reti, PT = Punti